# 中国印刷博物馆

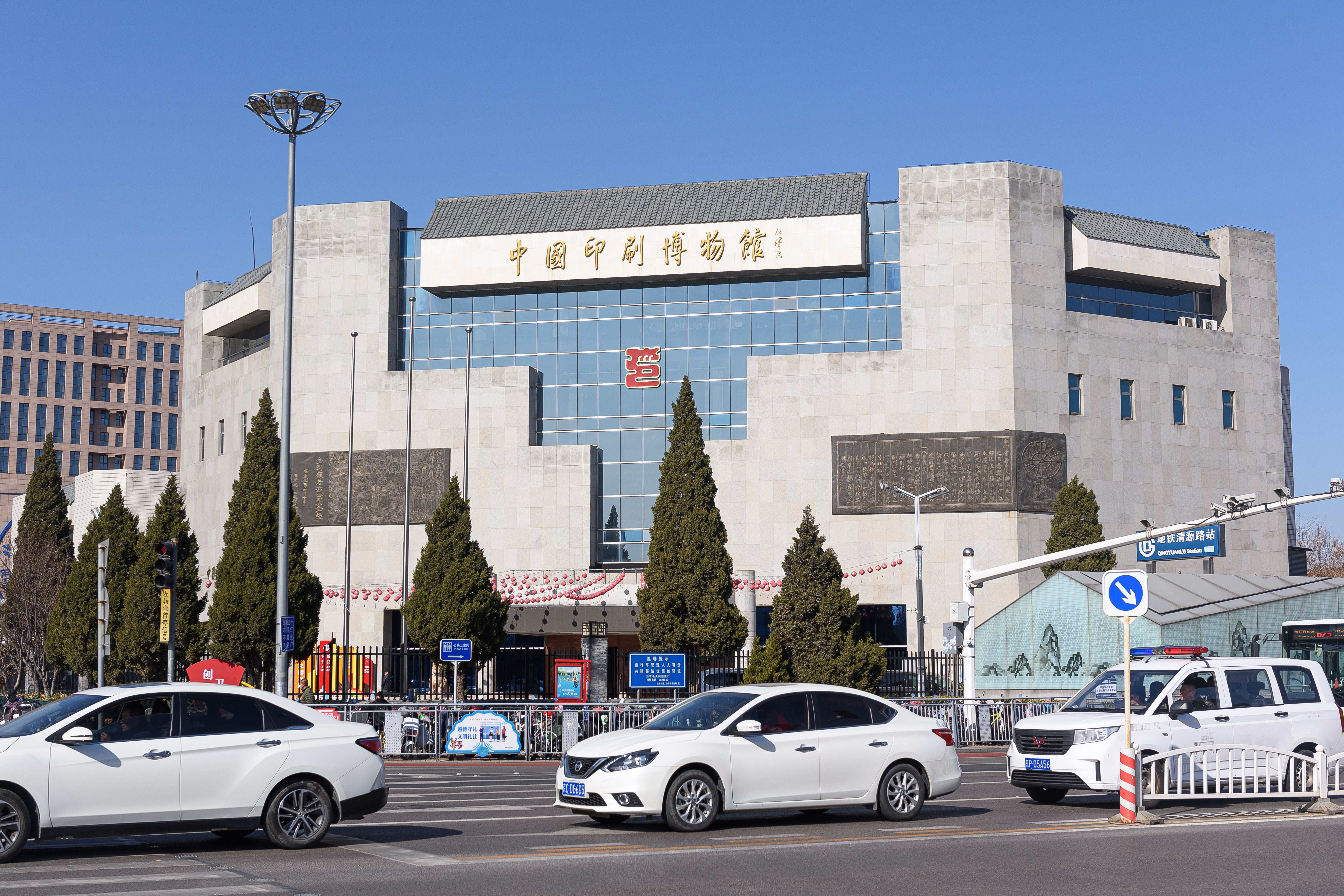
中国印刷博物馆，主立面馆名由江泽民题写

中国印刷博物馆，位于北京市大兴区清源街道兴华北路25号北京印刷学院内。

## 历史
中国印刷博物馆1992年筹建，1996年6月1日落成。并在2000年扩建，于2001年建成地下展厅。共有建筑面积8100平方米。
中国印刷博物馆设有“源头古代馆”、“近现代馆”、“印刷设备馆”和“综合馆”，并有“港澳台印刷”、“钱币印刷”、“邮票印刷”、“欧洲早期印刷”、“印刷精品”等专题展，是目前世界上规模最大的印刷专业博物馆。

## 画廊

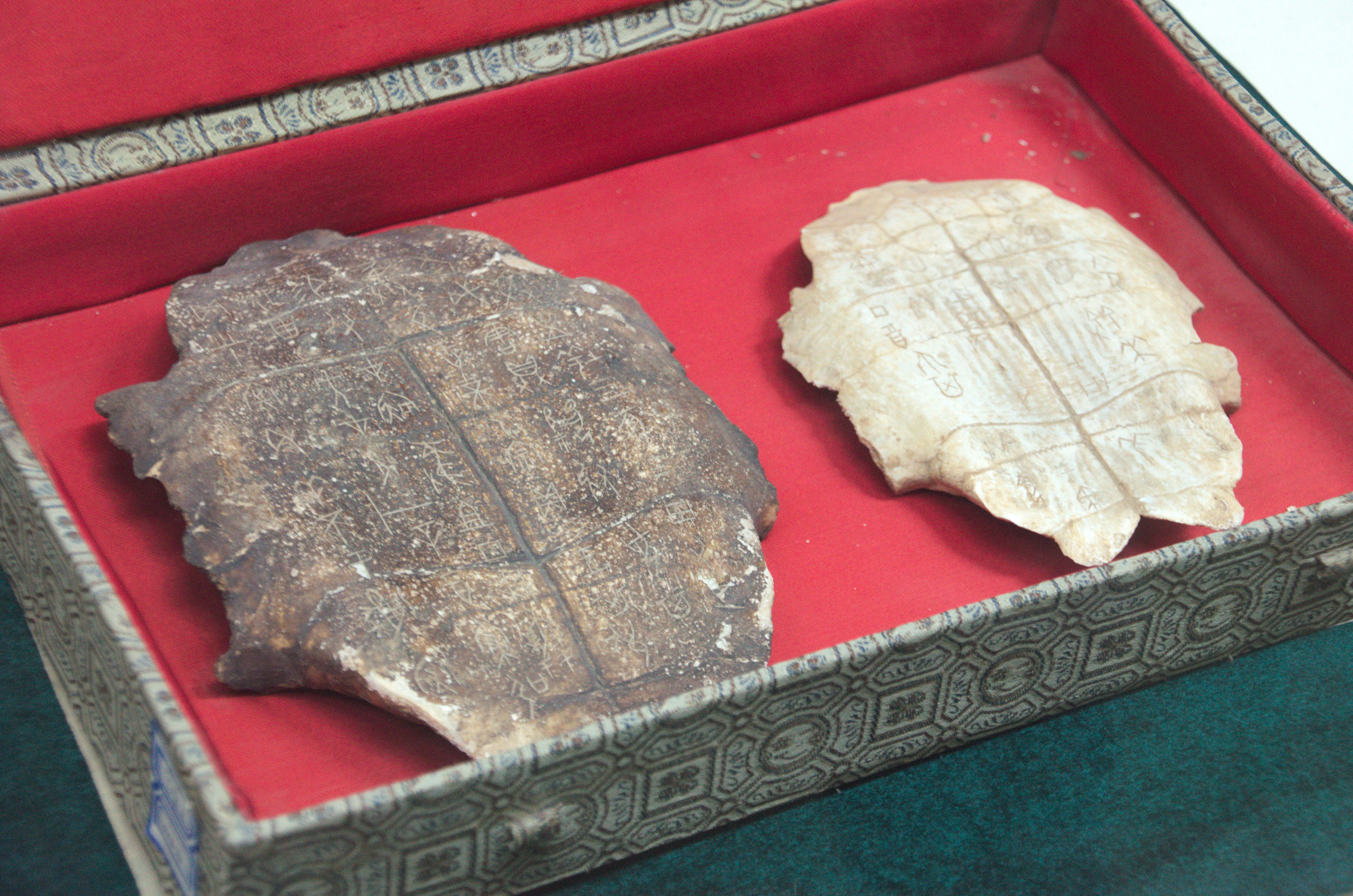
甲骨文，商朝，河南省).
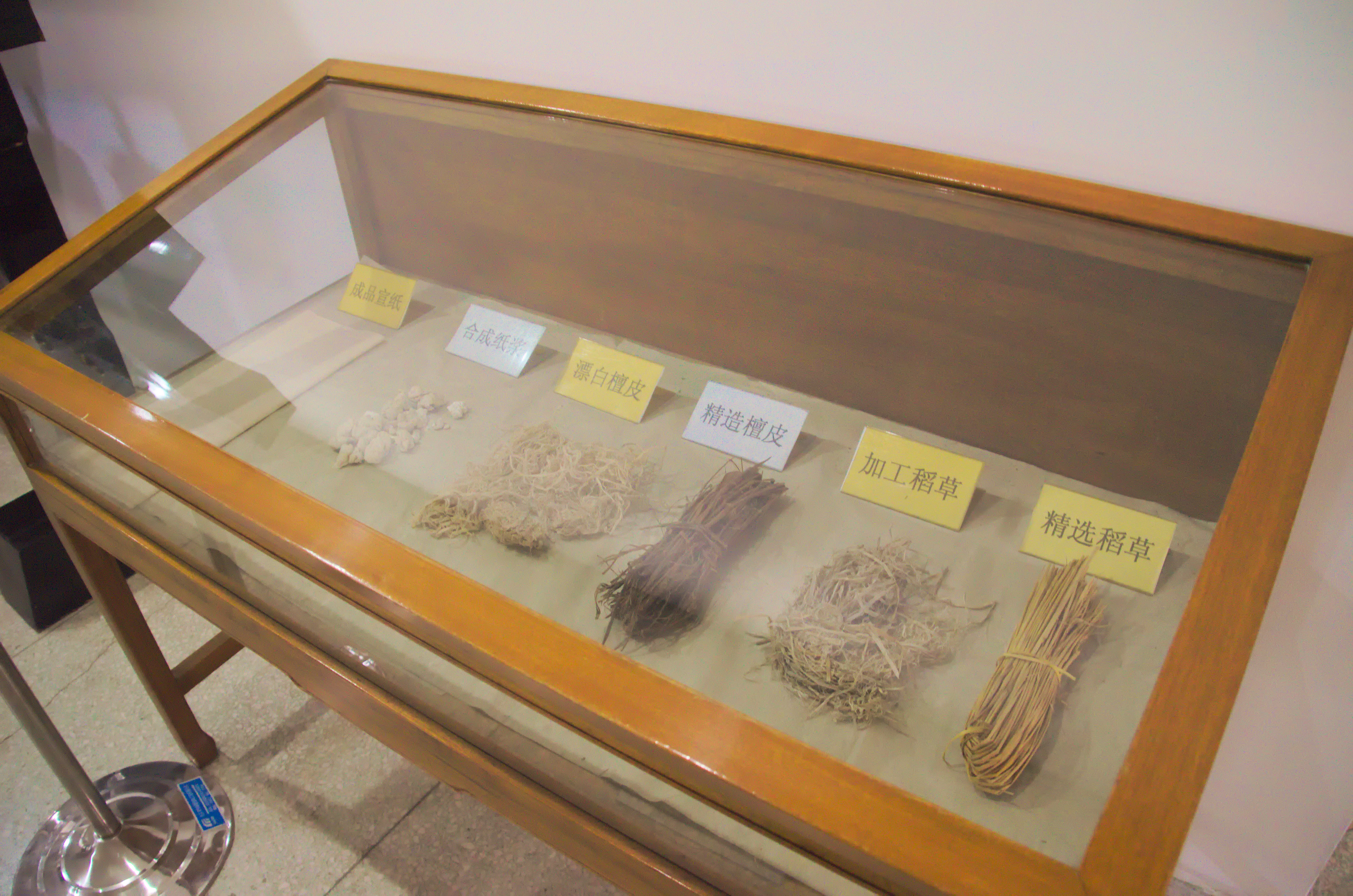
米纸制品
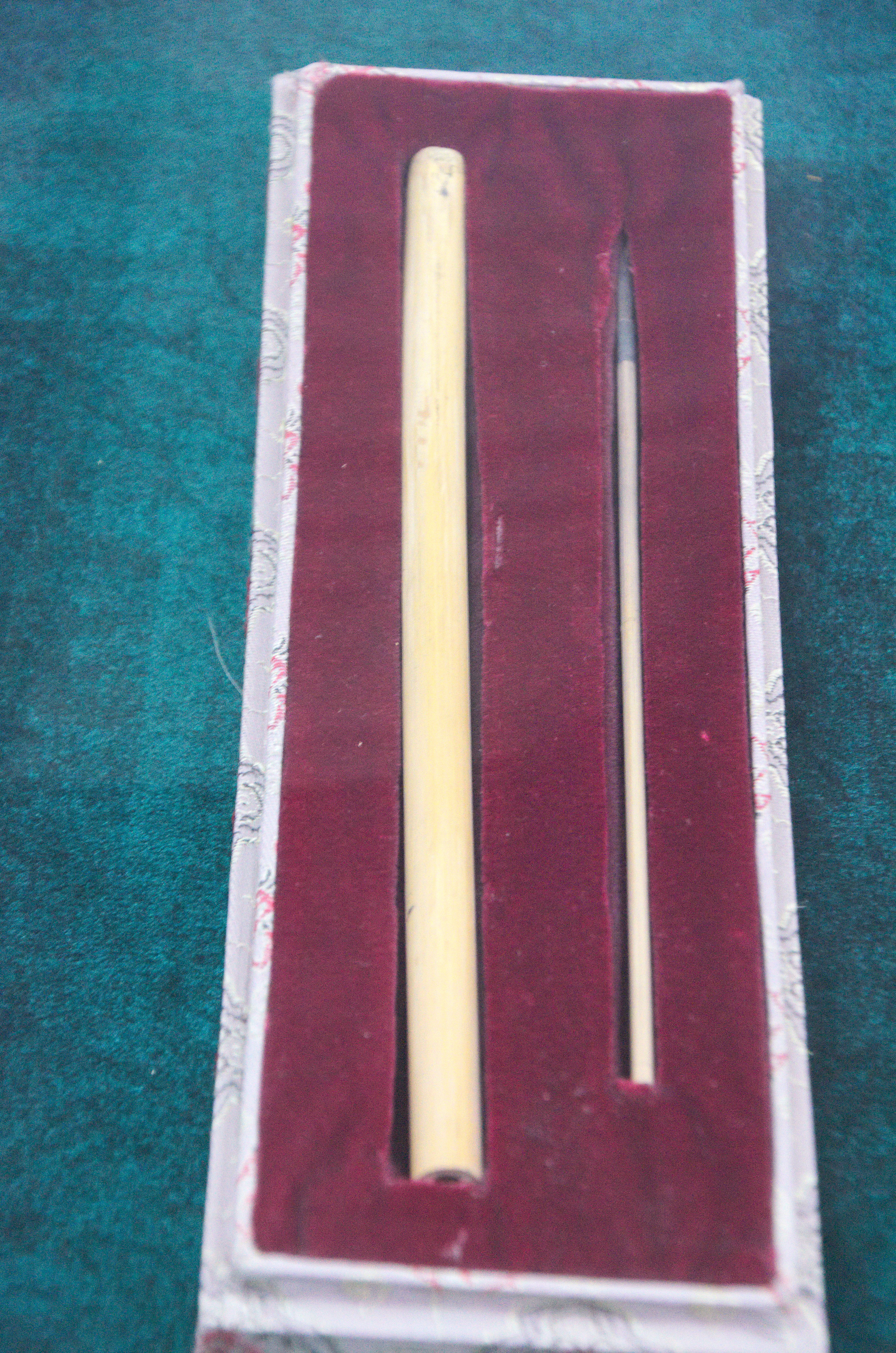
毛笔，战国.
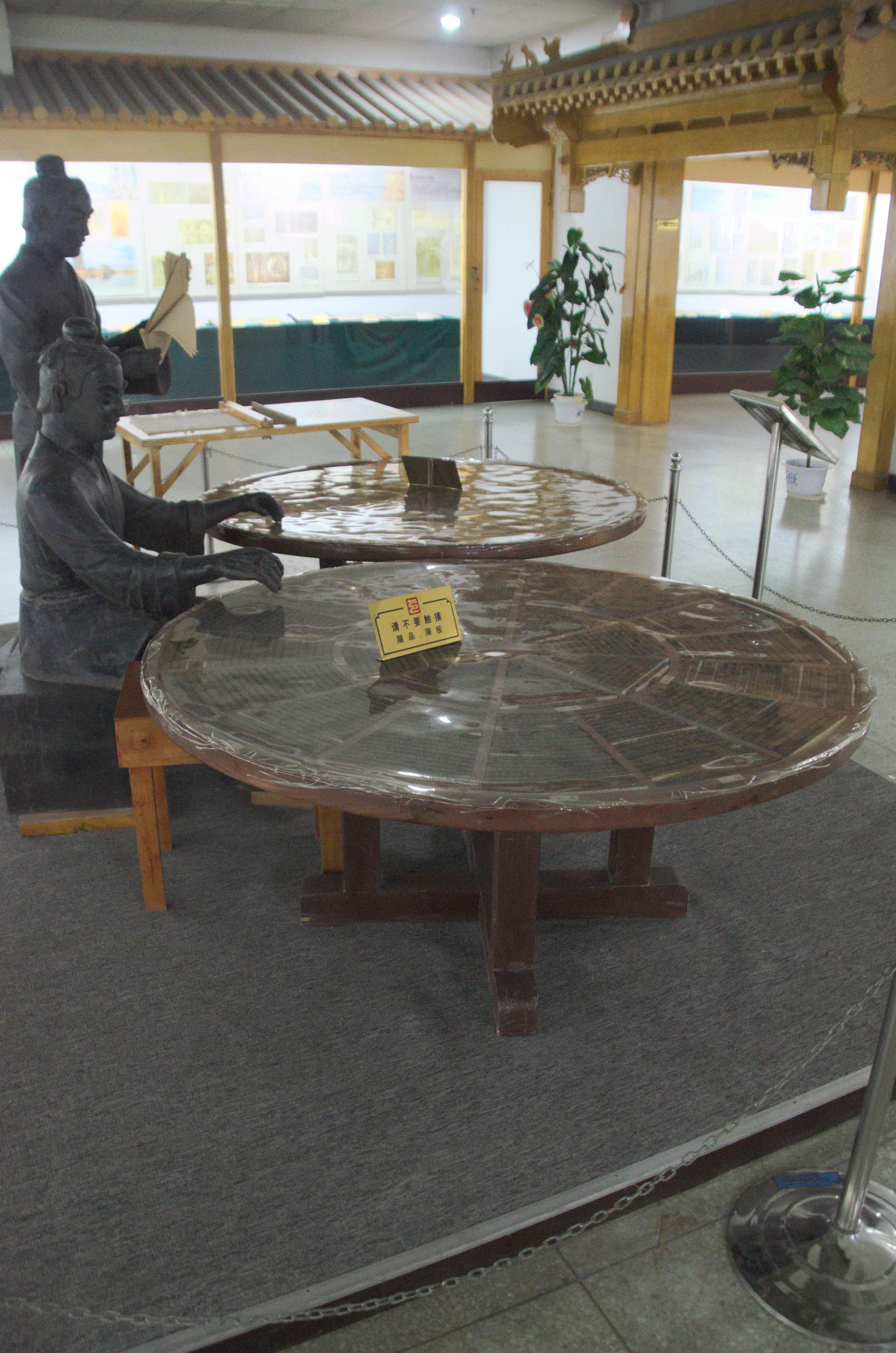
毕昇工具。